# Vought-Sikorsky VS-300

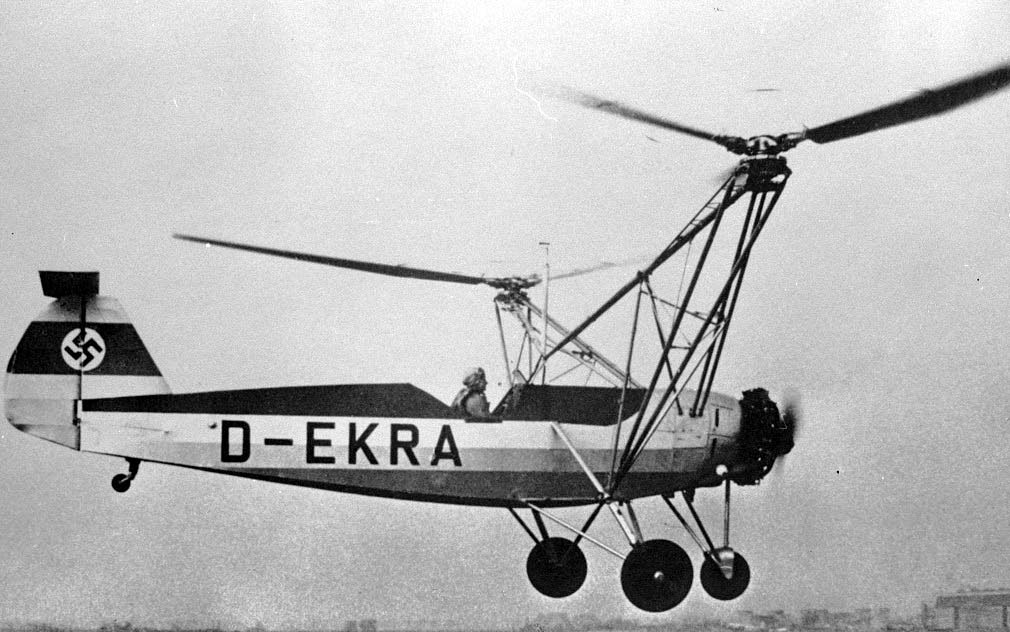
Focke-Wulf Fw 61

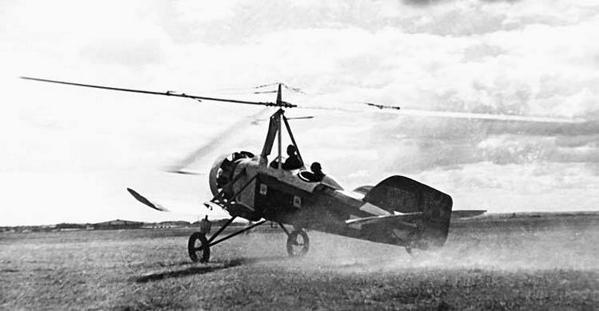
TsAGI A-4 helikopter (ca. 1935)

De Vought-Sikorsky VS-300 is een Amerikaanse eenmotorige helikopter ontworpen door Igor Sikorsky. Het had een rotor met drie bladen, oorspronkelijk aangedreven door een motor met 75 pk (56 kW). De eerste vlucht was op 14 september 1939. Met drijvers voorzien werd het de eerste praktische amfibische helikopter.
In 1938 pakte Igor Sikorsky de ontwikkeling van een helikopter weer op. Hij was toen in dienst als ingenieur bij de Vought-Sikorsky-divisie van United Aircraft Corporation. Het werd de eerste helikopter met een motor die de hoofd- en de staartrotor aandreef. In 1931 vloog de vergelijkbare TsAGI-1EA helikopter, maar deze was voorzien van twee Gnome rotatiemotoren van elk 120 pk. De eerste experimentele VS-300 vloog op 14 september 1939 voor de eerste keer, met Igor Sikorsky aan de stuurknuppel. Het toestel kwam in de lucht, maar zelfs na aanpassingen bleek het moeizaam vooruit te kunnen vliegen.
Sikorsky voorzag de helikopter met drijvers. Op 17 april 1941 voerde hij de eerste landing op en start van het water uit, waarmee het de eerste praktische amfibische helikopter werd. Op 6 mei 1941 versloeg de VS-300 het wereldrecord van de Focke-Wulf Fw 61, door 1 uur, 32 minuten en 26,1 seconden in de lucht te blijven.
De laatste variant van de VS-300 kreeg een zwaardere Franklin-motor van 150 pk. Naast de bestuurder kon nu ook een beperkte hoeveelheid vracht worden meegenomen. De VS-300 werd over een periode van twee jaren steeds aangepast om het vliegprestaties te verbeteren. In totaal maakte de VS-300 in totaal 102 vlieguren. Op 7 oktober 1943 is het enige exemplaar overgebracht naar het Henry Ford museum en daar maakt nog steeds deel uit van de collectie. 
Op basis van de ervaringen met de VS-300 is de Sikorsky R-4 helikopter in productie gekomen. Hiervan hebben er zo'n 130 dienst gedaan bij de Amerikaanse en Britse luchtmacht.